# Juliette Récamier

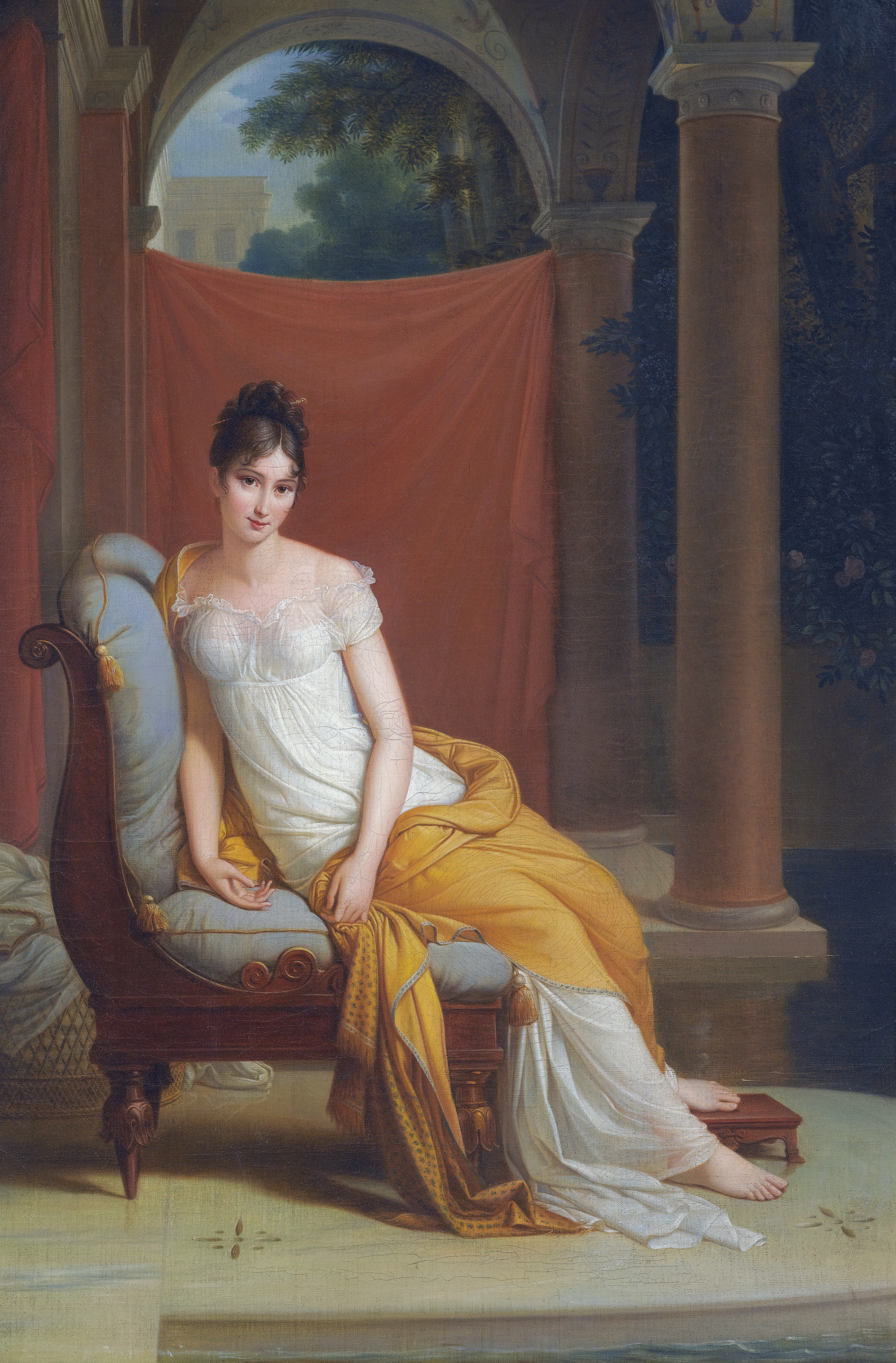
Portret van Juliette Récamier (1802) door François Gérard

Juliette Récamier of Jeanne-Françoise Julie Adélaïde Bernard (Lyon, 1777 – Parijs, 1849) was een Parijse schoonheid en tegenstander van Napoleon. Ze is beschreven in de roman Corinne van Germaine de Staël en is diverse malen in Griekse kledij geportretteerd, onder andere door Jacques-Louis David en François Gérard. Antonio Canova maakte twee bustes van haar.

## Biografie
Juliette was de dochter van een notaris en werd opgevoed in het klooster l’Abbaye royale de la Déserte in Lyon.
In 1793, op 15-jarige leeftijd, trouwde zij met de veel oudere bankier Jacques Récamier (1751-1830), die aanvankelijk intiem met haar moeder omging. Het verhaal ging dat zij zijn natuurlijke dochter was en dat hij haar trouwde tijdens het Schrikbewind om haar toekomst veilig te stellen. De aristocraat ging ervan uit dat hij het wel niet lang meer zou maken en zijn leven zou eindigen op het schavot. Récamier had geluk en bleef in leven. De eerste twee jaar bleef Juliette nog thuis wonen en onderhield een kuise en platonische relatie met haar echtgenoot.

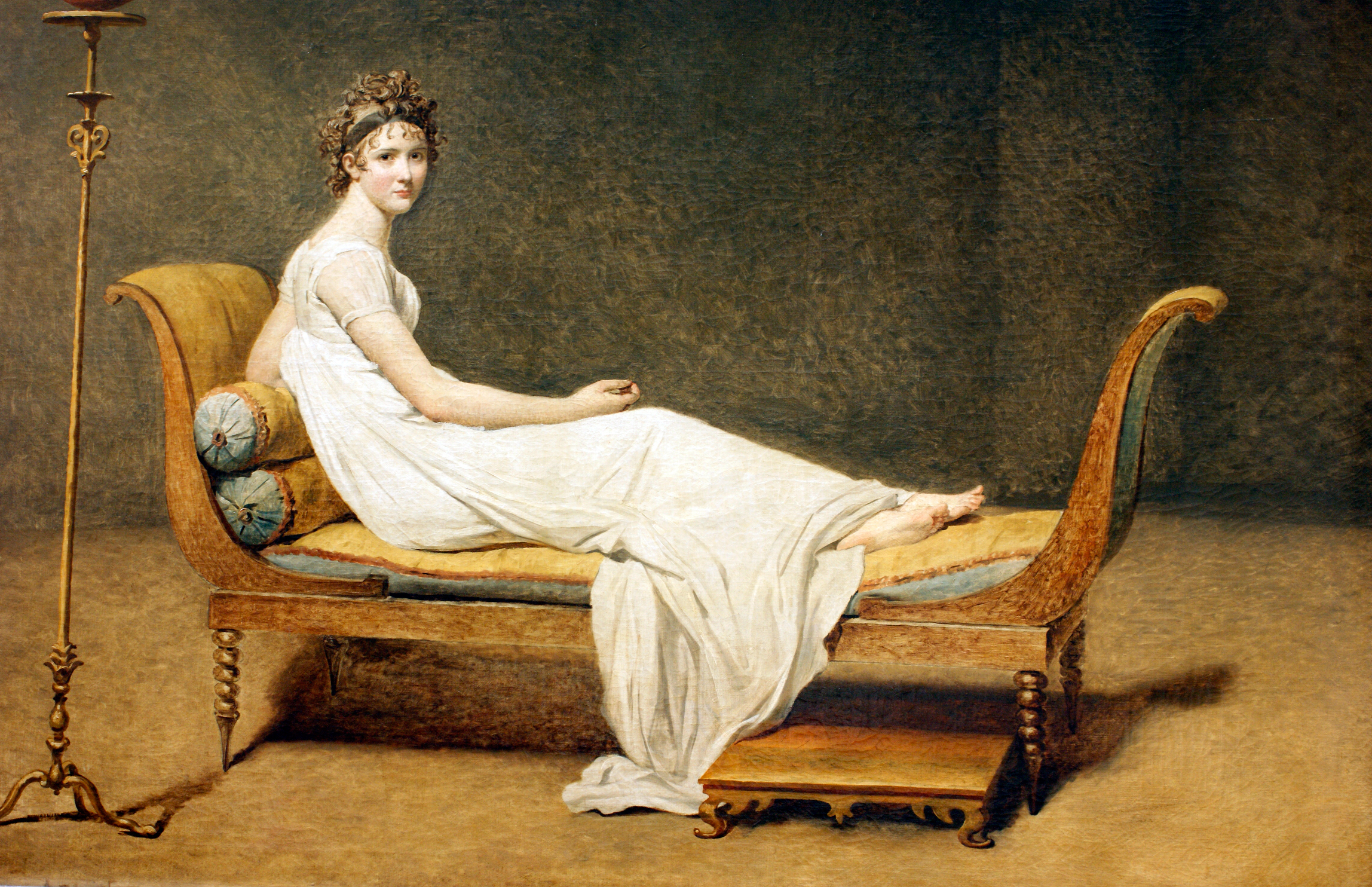
Juliette Récamier, gezeten op een neo-klassieke of pompeiaanse "chaise-longue", een model dat naar haar is vernoemd. Onaf schilderij door Jacques-Louis David

Jacques Récamier werd plotseling erg rijk tijdens het Directoire. Hij is in 1800 benoemd bij de Banque de France. Juliette Récamier liet hun huis op Etruskische wijze decoreren en in empirestijl inrichten. Zij hield er salons.
Al in 1802 gingen er geruchten dat Récamier vanwege staatspapieren failliet zou gaan, hetgeen pas in 1805 gebeurde. Zijn pand in de Rue de la Chaussée-d'Antin, eerder eigendom van Jacques Necker, dat door iedereen bezocht wilde worden, werd toen gekocht door de Brusselse zakenman François-Dominique Mosselman.
Een aanstelling als hofdame bij Joséphine de Beauharnais wees Mme Récamier drie keer af.
Mme Récamier reisde in 1806, 1808 en 1809 naar Coppet, waar zij op bezoek ging bij Mme de Staël, haar beste vriendin. Récamier kreeg een huwelijksaanzoek van prins August van Pruisen, maar zag hiervan af toen haar man zich verzette tegen een scheiding. Vanwege haar contact met de Staël, die een boek over Duitsland had gepubliceerd, werd ook Juliette in 1811 verbannen door Napoleon. Joseph Fouché maakte haar duidelijk dat ze wel weg mocht gaan, maar niet kon terugkomen; Napoleon wilde Parijs voor zichzelf. Récamier woonde in Lyon, Châlons-en-Champagne en Chaumont, vervolgens trok ze naar Rome, en sloot vriendschap met Joachim Murat en Carolina Bonaparte.

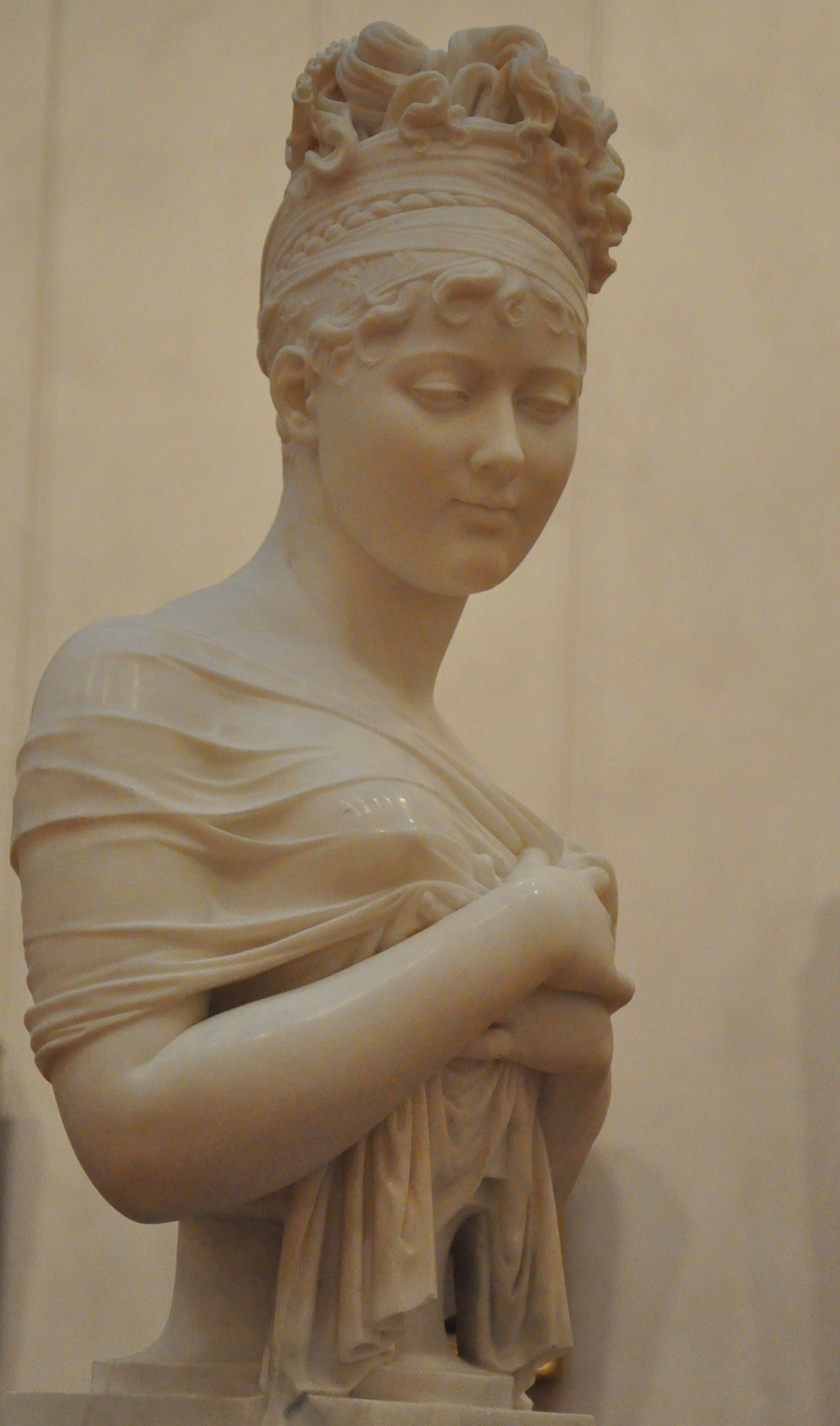
Marmeren buste van Juliette Récamier (ca. 1806) door Joseph Chinard

Terug in Parijs, na de Restauratie, organiseerde zij weer een goedlopende salon en onderhield een relatie met Benjamin Constant, die in 1815 tot staatsraad werd benoemd. Ook Jean Victor Moreau kwam op bezoek, alsmede Jean-Baptiste Jules Bernadotte, Lucien Bonaparte, Jean-Jacques Ampère, Charles Augustin Sainte-Beuve, Victor Cousin. Tot het einde van haar leven onderhield zij een relatie met François René de Chateaubriand, schrijver en minister van Buitenlandse Zaken, al wilde zij ook na de dood van haar echtgenoot niet met hem trouwen.
In 1819 vertrok zij naar een klooster l'Abbaye-aux-Bois toen aan de rand van Parijs gelegen, nu Rue Juliette Récamier. Alphonse de Lamartine, Honoré de Balzac en Victor Hugo lazen er hun eerste werk voor. De nonnen droegen er zorg voor dat al het bezoek om middernacht weer weg was.
In 1830 stierf haar echtgenoot. Haar rol nam af na de Julimonarchie. Mme Récamier werd aan het einde van haar leven blind en stierf tijdens een cholera-epidemie. Zij ligt begraven op de Cimetière de Montmartre.

## Werken
- In 1859 verscheen Souvenirs et correspondances tirés des papiers de Madame Récamier. Tome premier; Tome second, onder redactie van Madame Lenormant. Zij schreef ook Madame Récamier, les amis de sa jeunesse et sa correspondance intime (1872).
- Memoirs & Correspondence of Madame Recamier van Isaphene M. Luyster.